# Primera División (Chile) 1993
Die Primera División 1993, auch unter dem Namen Campeonato Nacional Copa Banco del Estado 1993 bekannt, war die 61. Saison der Primera División, der höchsten Spielklasse im Fußball in Chile.
Die Meisterschaft gewann das Team von CSD Colo-Colo, das seinen 19. Meisterschaftstitel gewinnen konnte. Für die Copa Libertadores qualifizierte sich neben dem Meister Unión Española über die Liguilla zur Copa Libertadores. Für die Copa Conmebol 1993 nahm der Sieger der Playoffs CSD Colo-Colo teil. Die Copa Chile 1993 gewann wie im Vorjahr Unión Española.
Der  Tabellenletzte Deportes Iquique und der Vorletzte der Tabelle Deportes Concepción stiegen direkt in die zweite Liga sowie Deportes Melipilla über die Relegationsliguilla ab.

## Modus
Die 16 Teams spielen jeder gegen jeden mit Hin- und Rückspiel. Meister ist die Mannschaft mit den meisten Punkten und qualifiziert sich für die Copa Libertadores. Bei Punktgleichheit entscheidet ein Entscheidungsspiel um die bessere Position, wenn es um die Meisterschaft geht. In den anderen Fällen entscheidet das Torverhältnis. Die letzten zwei Teams der Tabelle steigen in die zweite Liga ab. Der Dritt- und Viertletzte der Tabelle spielen eine Liguilla mit zwei Zweitligateams. Der Erstplatzierte dieser Liguilla spielt in der Folgesaison erstklassig, die anderen beiden Teams zweitklassig. Der zweite Startplatz der Copa Libertadores wird durch eine Liguilla, an der die Mannschaften der Plätze 2 bis 5 teilnehmen, ausgespielt. Bei Punktgleichheit des ersten oder zweiten Platzes gibt es ein Entscheidungsspiel.

## Teilnehmer
Die Absteiger der Vorsaison CD Huachipato, Fernández Vial und CD Cobresal wurden durch die Aufsteiger Provincial Osorno, Deportes Iquique und Deportes Melipilla ersetzt. Folgende Vereine nahmen daher an der Meisterschaft 1993 teil:
| Mannschaft           | Stadt             |
| -------------------- | ----------------- |
| CD Cobreloa          | Calama            |
| CSD Colo-Colo        | Santiago de Chile |
| Coquimbo Unido       | Coquimbo          |
| Deportes Antofagasta | Antofagasta       |
| Deportes Concepción  | Concepción        |
| Deportes Iquique     | Iquique           |
| Deportes La Serena   | La Serena         |
| Deportes Melipilla   | Melipilla         |
| Deportes Temuco      | Temuco            |
| Everton              | Viña del Mar      |
| CD O’Higgins         | Rancagua          |
| CD Palestino         | Santiago de Chile |
| Provincial Osorno    | Osorno            |
| Unión Española       | Santiago de Chile |
| Universidad Católica | Santiago de Chile |
| Universidad de Chile | Santiago de Chile |

## Tabelle
| Pl.                                | Verein                 | Sp. | S  | U  | N  | Tore    | Diff. | Punkte |
| ---------------------------------- | ---------------------- | --- | -- | -- | -- | ------- | ----- | ------ |
| 1.                                 | CSD Colo-Colo          | 30  | 17 | 10 | 3  | 050:210 | +29   | 44     |
| 2.                                 | CD Cobreloa (M)        | 30  | 14 | 12 | 4  | 051:380 | +13   | 40     |
| 3.                                 | Universidad Católica   | 30  | 15 | 7  | 8  | 055:350 | +20   | 37     |
| 4.                                 | Universidad de Chile   | 30  | 13 | 9  | 8  | 045:250 | +20   | 35     |
| 5.                                 | Unión Española (P)     | 30  | 13 | 9  | 8  | 049:300 | +19   | 35     |
| 6.                                 | Deportes Temuco        | 30  | 9  | 14 | 7  | 044:290 | +15   | 32     |
| 7.                                 | CD O’Higgins           | 30  | 12 | 8  | 10 | 037:320 | +5    | 32     |
| 8.                                 | Deportes Antofagasta   | 30  | 9  | 13 | 8  | 035:390 | −4    | 31     |
| 9.                                 | Deportes La Serena     | 30  | 8  | 11 | 11 | 023:310 | −8    | 27     |
| 10.                                | Everton                | 30  | 8  | 11 | 11 | 029:410 | −12   | 27     |
| 11.                                | Provincial Osorno (N)  | 30  | 9  | 8  | 13 | 023:330 | −10   | 26     |
| 12.                                | CD Palestino           | 30  | 10 | 6  | 14 | 028:420 | −14   | 26     |
| 13.                                | Coquimbo Unido         | 30  | 7  | 11 | 12 | 030:410 | −11   | 25     |
| 14.                                | Deportes Melipilla (N) | 30  | 6  | 13 | 11 | 034:470 | −13   | 25     |
| 15.                                | Deportes Concepción    | 30  | 3  | 13 | 14 | 023:460 | −23   | 19     |
| 16.                                | Deportes Iquique (N)   | 30  | 7  | 5  | 18 | 031:580 | −27   | 19     |
| Quelle: rsssf.org, Stand: Endstand |                        |     |    |    |    |         |       |        |

| (M) | Vorjahresmeister     |
| (P) | Vorjahrespokalsieger |
| (N) | Aufsteiger           |

## Beste Torschützen
| Rang | Spieler                | Klub                 | Tore |
| ---- | ---------------------- | -------------------- | ---- |
| 1    | Marco Antonio Figueroa | CD Cobreloa          | 18   |
| 2    | Mario Araya            | Deportes Melipilla   | 17   |
|      | Luka Tudor             | Universidad Católica | 17   |
| 4    | Carlos Morales         | Deportes Temuco      | 14   |
| 5    | Juan Carlos Ibañez     | Universidad de Chile | 13   |

## Liguilla um die Copa Libertadores

### Pre-Liguilla-Playoffs
|                      | Gesamt |                 | Hinspiel | Rückspiel |
| -------------------- | ------ | --------------- | -------- | --------- |
| Universidad Católica | 1:2    | Deportes Temuco | 1:1      | 0:1       |
| Universidad de Chile | 3:1    | Unión Española  | 3:0      | 0:1       |
| CD Cobreloa          | 4:3    | CD O’Higgins    | 1:2      | 3:1       |

Neben den drei Siegern der Playoffs qualifizierte sich Unión Española als Lucky Loser für die Ligiulla.

### Liguilla
| Pl. | Verein               | Sp. | S | U | N | Tore    | Diff. | Punkte |
| --- | -------------------- | --- | - | - | - | ------- | ----- | ------ |
| 1.  | Unión Española       | 3   | 2 | 1 | 0 | 002:000 | +2    | 05     |
| 2.  | Universidad de Chile | 3   | 1 | 2 | 0 | 003:200 | +1    | 04     |
| 3.  | Deportes Temuco      | 3   | 1 | 1 | 1 | 004:200 | +2    | 03     |
| 4.  | CD Cobreloa          | 3   | 0 | 0 | 3 | 001:600 | −5    | 0      |

## Playoffs um die Copa Conmebol

### 1. Runde
|               | Ergebnis        |         |
| ------------- | --------------- | ------- |
| CSD Colo-Colo | 1:1 (4:3 i. E.) | Everton |

### 2. Runde
|               | Ergebnis        |                |
| ------------- | --------------- | -------------- |
| CSD Colo-Colo | 1:1 (5:3 i. E.) | Unión Española |

Damit nimmt CSD Colo-Colo an der Copa Conmebol 1993 teil.

## Relegation

### Relegationsliguilla
| Pl. | Verein                 | Sp. | S | U | N | Tore    | Diff. | Punkte |
| --- | ---------------------- | --- | - | - | - | ------- | ----- | ------ |
| 1.  | Regional Atacama (2)   | 3   | 1 | 2 | 0 | 004:100 | +3    | 04     |
| 2.  | Coquimbo Unido (1)     | 3   | 1 | 2 | 0 | 005:300 | +2    | 04     |
| 3.  | Deportes Melipilla (1) | 3   | 1 | 1 | 1 | 003:400 | −1    | 03     |
| 4.  | Deportes Arica (2)     | 3   | 0 | 1 | 2 | 004:800 | −4    | 01     |

Da die beiden Erstplatzierten erstklassig spielen, steigt Regional Atacama in die Primera División auf und Deportes Melipilla in die 2. Liga ab.